# Grand Piano
Pour plus de détails, voir Fiche technique et Distribution.
Grand Piano est un thriller espagnol d'Eugenio Mira (en) sorti en 2013.

## Synopsis
27 octobre 2012, à Chicago. Tom Selznick, un pianiste de renom qui s'était retiré de la scène depuis 5 ans en raison de son trac paralysant, revient pour un concert unique à l'occasion du premier anniversaire de la mort de son mentor Patrick Godureaux. Lorsqu'il s'apprête à jouer sur le piano de son mentor (un Bösendorfer Imperial), il voit une menace de mort écrite sur sa partition. Des instructions l'ordonnent de récupérer une oreillette cachée dans sa loge durant une pause. Pouvant communiquer discrètement de vive voix, Selznick entend un psychopathe lui expliquer que, au cas où il ne donnerait pas la meilleure prestation de sa vie, sa femme Emma, une célèbre actrice présente dans le public, serait assassinée. 
Par la suite, Selznick apprend que cet homme, un serrurier, cherche en fait à récupérer une clef, cachée dans le piano, qui permet d'ouvrir un coffre contenant la fortune de Patrick Godureaux. Pour ce faire, Selznick doit réussir à jouer parfaitement un morceau d'une grande difficulté, composé par Godureaux : La Cinquette…

## Fiche technique
- Titre original : Grand Piano
- Réalisation : Eugenio Mira (en)
- Scénario : Damien Chazelle
- Direction artistique : Javier Alvariño
- Décors : Jaime Anduiza
- Costumes : Patricia Monné
- Montage : José Luís Romeu
- Musique : Víctor Reyes
- Photographie : Unax Mendía
- Son : Albert Manera
- Production : Rodrigo Cortés et Adrián Guerra
- Sociétés de production : Antena 3, Nostromo Pictures et Telefonica Producciones
- Pays d’origine :  Espagne
- Langue : Anglais
- Durée : 90 minutes
- Format : Couleurs - 35 mm - 1.85:1 -  Son Dolby numérique
- Genre : Thriller
- Dates de sortie :
  -  Espagne : 25 octobre 2013
  -  France : 30 avril 2014 (directement en vidéo)

## Distribution
- Elijah Wood (V. F. : Alexandre Gillet) : Tom Selznick
- John Cusack (V. F. : Bernard Gabay) : Clem
- Kerry Bishé (V. F. : Élisabeth Ventura) : Emma Selznick
- Tamsin Egerton : Ashley
- Allen Leech : Wayne
- Don McManus : Reisinger
- Dee Wallace : Marjorie Green
- Alex Winter : l'assistant

## Distinctions

### Récompense
- International Film Music Critics Association Awards 2013 : Meilleure musique d'un film d'aventure/thriller/action